# تايلور جنسن
تايلور جنسن (بالإنجليزية: Taylor Jensen)‏ هو متركمج أمريكي، ولد في 1984 في بحيرة تاهو في الولايات المتحدة.